# Gustaf Trolle
Gustaf Eriksson Trolle, född i september 1488, död sommaren 1535, var en svensk präst och ärkebiskop av Uppsala 1515–1521. Han var en av de ansvariga bakom Stockholms blodbad.

## Biografi
Gustaf Trolle var son till Erik Trolle och Ingeborg Filipsdotter (Tott).
Efter ett par års studier vid Kölns universitet och i Rom, utnämndes Trolle 1513 till domprost i Linköpings stift, och ett år senare till ärkebiskop av Uppsala stift, där han efterträdde Jakob Ulvsson.
Precis som sina företrädare så började Trolle att arbeta för en unionsvänlig och rådskonstitutionalistisk politik. Redan 1515 råkade han emellertid i konflikt med riksföreståndaren Sten Sture den yngre. Trots försök att försonas lät Sten Sture från hösten 1516 belägra Trolle på dennes borg Almarestäket, och efter att han intagit denna 1517 tillfångatogs Trolle och avsattes. Borgen revs enligt riksdagsbeslut, vars beslutsdokument senare kom att användas som bevismaterial vid Stockholms blodbad.
Efter att Sten Sture stupat i samband med Danmarks kung Kristian II:s erövring av Sverige under hösten 1520, återinsattes Trolle som ärkebiskop. Han förrättade ceremonin vid kung Kristians kröning i Storkyrkan och festligheterna avbröts genom Stockholms blodbad, där Gustaf Trolle kom att spela en omstridd roll. Bland annat använde kungen Trolles krav på skadestånd till att brännmärka Trolles motståndare som kättare och avrätta dem. 
Redan 1521 tvingades Trolle fly till Danmark efter ett antal uppror i Småland och Dalarna. Där kom han att stanna och fortsätta att kämpa för Kristians sak. 1534 blev han biskop i Odense, men skadades dödligt redan följande år i slaget vid Öxnebjerg på ön Fyn den 11 juni och dog några veckor senare. Han begravdes i Slesvigs domkyrka.
Trots Trolles uppsatta position och sitt stöd från påven, vägrade Gustav Vasa att erkänna honom som ärkebiskop och avvisade Trolle som landsförrädare. Påtryckningarna från Rom var en bidragande orsak till att Gustav Vasa bröt med Vatikanen, påbörjade reformationen och införde protestantismen i Sverige.